# Ypthima eros
Ypthima eros är en fjärilsart som beskrevs av Pierre E.L. Viette 1971. Ypthima eros ingår i släktet Ypthima och familjen praktfjärilar. Inga underarter finns listade i Catalogue of Life.